# Akpro-Missérété
Koordinaten: 6° 34′ N, 2° 35′ O

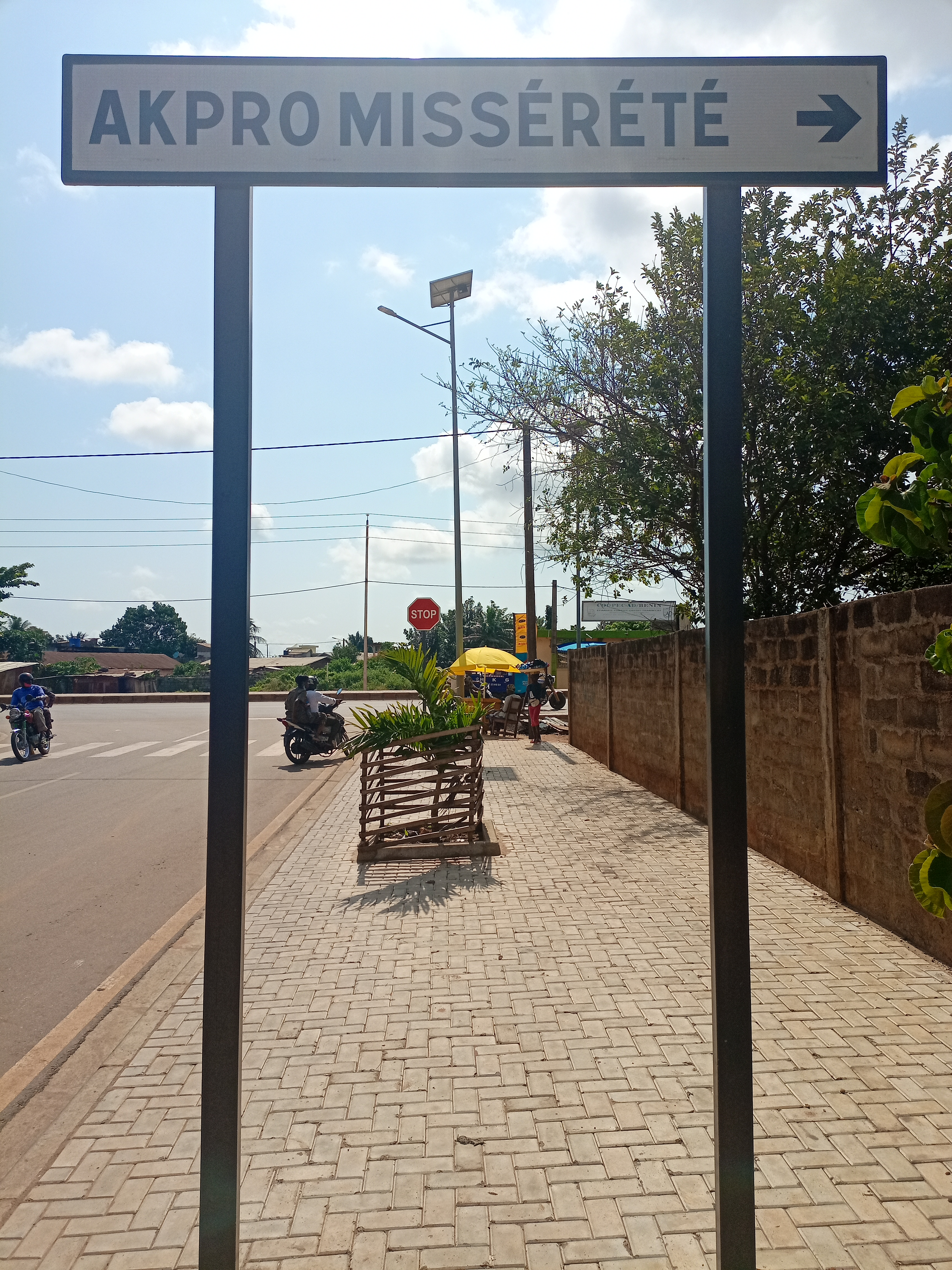
Wegweiser nach Akpro-Missérété

Akpro-Missérété (auch Agpro-Missérété) ist eine Kommune im Südosten Benins, im Département Ouémé. Akpro-Missérété liegt direkt nördlich der Hauptstadt Porto-Novo.

## Geografie
Akpro-Missérété liegt in einem Gebiet mit Sümpfen, in dem es noch kleine Waldinseln und natürliche Palmenhaine gibt. Vier Flüsse durchziehen die Kommune.
Die Kommune Akpro-Missérété gliedert sich in fünf Arrondissements: Akpro-Missérété, Gomè-Sota, Katagon, Vakon und Zoungbomè.

## Demografie
Bei der Volkszählung 2013 hatte die Kommune 127.249 Einwohner, davon waren 62.267 männlich und 64.982 weiblich.